# 산업체 부설학교
산업체 부설학교는 노동과 학업을 병행하는 근로청소년을 위해 회사(산업체)에서 사원인 근로청소년을 위해 만든 학교이다. 중학교 및 고등학교 과정으로 운영했으며, 오늘날에는 근로청소년의 수가 줄어들어 2016년 시온식품과학고등학교(구 시온실업고등학교)를 마지막으로 존재하지 않는다. 다만 초·중등교육법에 근거규정은 남아있다. 일부 학교는 정규 학교(특성화 고등학교)로 전환했고, 대부분은 폐교되었다.

## 같이 보기
- 사내대학